# 榎本麻那
榎本 麻那（えのもと まな、2005年8月17日 - ）は、日本の女子バスケットボール選手である。ポジションはポイントガード。Wリーグの三菱電機コアラーズ所属。

## 来歴
神奈川県出身。
岐阜女子高校でインターハイ3位を経験し、U-16アジアカップの日本代表として出場し準優勝。
2023年12月、三菱電機コアラーズにアーリーエントリー登録。

## 日本代表歴
- 2022 U16アジア杯